# Августа Баварська
Августа Баварська, повне ім'я Августа Амалія Людовіка Георгія (нім. Auguste Amalia Ludovika Georgia von Bayern; 21 червня 1788 — 13 травня 1851) — баварська принцеса, донька короля Баварії Максиміліана I та Августи Вільгельміни Гессен-Дармштадтської, дружина віцекороля Італії Ежена де Богарне, пасинка Наполеона.

## Молоді роки
Авґуста Амалія народилася 21 червня 1788 року у Страсбурзі другою дитиною і першою донькою Максиміліана Цвайбрюкен-Біркенфельдського, молодшого брата правлячого герцога Крістіана II Августа, та його першої дружини Августи Вільгельміни Гессен-Дармштадтської. У дівчинки вже був старший брат Людвіг. Згодом в неї з'явилося дві сестри і брат. Після його народження Авґуста Вільгельміна злягла із слабкістю легенів і через півроку померла. Августі тоді було 7 років. Батько незабаром одружився з Кароліною Баденською, яка народила ще сімох дітей.
1805 року була вже практично вирішена справа про шлюб Августи із баденським принцом Карлом Людвігом. Та Наполеон забажав її в дружини для свого пасинка Ежена.

## Шлюб

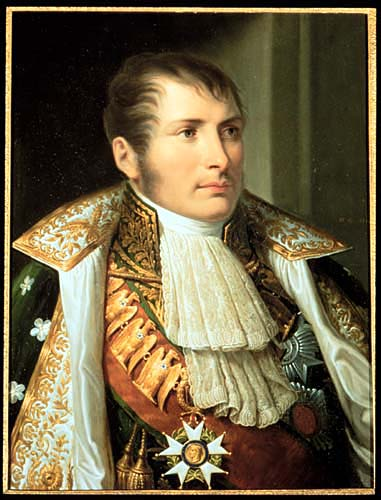
Ежен де Богарне

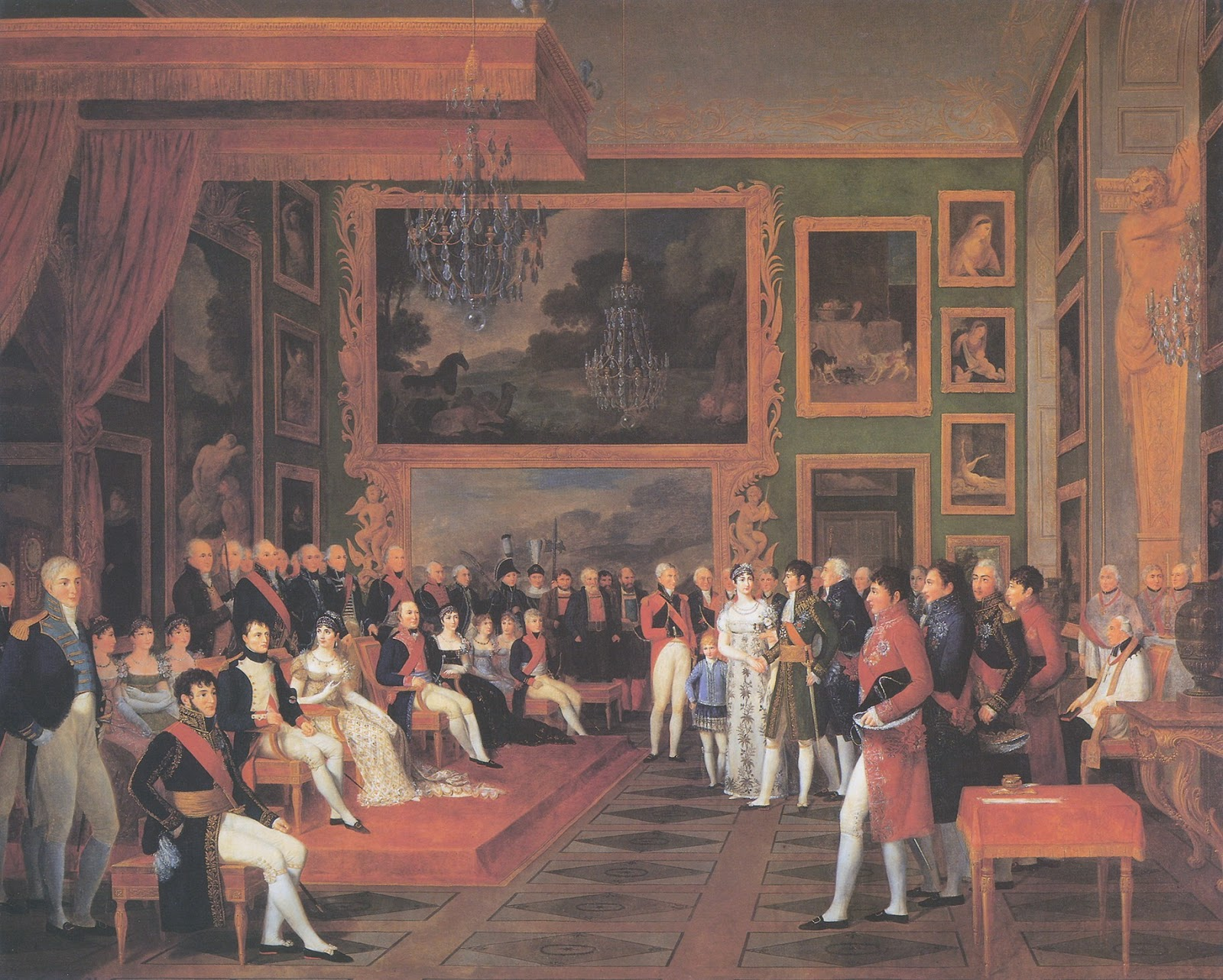
Весілля Августи та Ежена

14 січня 1806 року у Мюнхені відбулося вінчання Ежена Богарне та Авґусти Амалії Баварської. Нареченому виповнилося 24 роки, нареченій — 17. Через два дні після весілля Наполеон офіційно всиновив Ежена. Подружжя оселилося в Мілані, оскільки Богарне був фактичним правителем Італії, маючи титул віцекороля. Вони стали центром живого та невимушеного італійського двору. Шлюб виявився вдалим з усякого погляду.
1807 року Августа народила першу доньку, яку назвали Жозефіною. Всього у шлюбі народила семеро дітей.
Після 1815 року Ежен повністю відійшов від політичного життя і оселився з Авґустою та дітьми у тестя в Мюнхені. У 1817 році він викупив у Максиміліана I Лейхтенберзьке ландграфство та Ейхштеттське князівство. Він передчасно помер 21 лютого 1824 року від апоплексичного удару.
Принцеса Августа померла 27 років потому 13 травня 1851 року. Похована в мюнхенській церкві святого Михайла.

## Родина
Чоловік — Ежен Богарне
Діти:
- Жозефіна (1807—1876) — пошлюблена із королем Швеції та Норвегії Оскаром I з династії Бернадоттів, народила чотирьох синів та доньку.[6]
- Ежені (1808—1847) — пошлюблена з князем Константіном Гогенцоллерном-Хехінґенським, дітей не мала.[7]
- Август (1810—1835) — 2-й герцог Лейхтенберзький, одружений з Марією Португальською, помер не залишивши нащадків у віці 24 років.[8]
- Амелія (1812—1873) — одружена з імператором Бразилії Педру I, мали єдину доньку.[9]
- Теоделінда (1814—1857) — пошлюблена з 1-м герцогом Урахським Вільгельмом, народила чотирьох доньок.[10]
- Кароліна (1816) — вмерла немовлям.
- Максиміліан (1817—1852) — 3-й герцог Лейхтенберзький, пошлюблений з Марією Миколаївною, донькою російського імператора Миколи I, мав чотирьох синів та три доньки.[11]